# Landgraafschap Hessen-Homburg (1622-1806)
Het landgraafschap Hessen-Homburg was een landgraafschap in het huidige Duitsland dat bestond van 1622 tot 1806. De staat bestond uit het district Homburg aan de voet van de Taunus-Palts. De hoofdstad was Bad Homburg vor der Höhe.

## Geschiedenis
Hessen-Homburg werd als zijlinie van Hessen-Darmstadt gesticht door Frederik I, jongste zoon van George I van Hessen-Darmstadt, die in 1622 van zijn oudere broer Lodewijk V volgens een bepaling van zijn vader de heerlijkheid Homburg ontving. Dit landgraafschap was niet soeverein, maar viel nog altijd onder het gezag van Hessen-Darmstadt. Daar Darmstadt echter meestal niet in staat was de verplichte jaarlijkse 15.000 gulden af te staan, kwam het al snel tot een roep om onafhankelijkheid.
Na de dood van Frederik I in 1638 werd het land onder zijn zoons George Christiaan en Willem Christoffel opgedeeld in de linies Hessen-Homburg en Hessen-Homburg-Bingenheim. Daar zij beide geen zoons nalieten kwam het gehele land in 1681 weer toe aan hun broer Frederik II. Deze, de held uit Heinrich von Kleists drama Prinz Friedrich von Homburg, bevorderde door het binnenhalen van vele verdreven Franse protestanten de industrie van zijn land en werd in 1708 opgevolgd door zijn zoon Frederik III.
Frederik III verkreeg door een regeling met Darmstadt enige soevereiniteit en werd in 1746 opgevolgd door zijn neef Frederik IV, op wie reeds in 1751 diens minderjarige zoon Frederik V volgde.Onder Frederik V werd Hessen-Homburg bij het tot stand komen van de Rijnbond in 1806 gemediatiseerd ten gunste van Hessen-Darmstadt.

## Landgraven van Hessen-Homburg
- 1622-1638: Frederik I
  - 1638-1648: Margaretha Elisabetha van Leiningen-Westerburg-Schaumburg (regentes)
- 1648-1669: Willem Christoffel (linie Bingenheim)
- 1648-1681: George Christiaan
- 1681-1708: Frederik II
- 1708-1746: Frederik III Jacob
- 1746-1751: Frederik IV Karel Lodewijk Willem
- 1751-1806: Frederik V Lodewijk
- 1806-1815: Gemediatiseerd onder soevereiniteit van Hessen-Darmstadt